# Johnnie Walker World Golf Championship
Het Johnnie Walker World Golf Championship was een golftoernooi op de Tryall Golf Club in Jamaica.
Het toernooi werd opgericht met de bedoeling dat het een vijfde Major zou worden, hetgeen mislukte. Er deden steeds rond de 24 spelers mee. Het prijzengeld was $2.500.000, waarvan de winnaar $550,000 kreeg. 
De eerste editie had 26 spelers, alle grote namen van die tijd waren aanwezig. Paul Azinger en Bernhard Langer stonden na ronde 3 aan de leiding maar Fred Couples maakte een laatste ronde van 66 en won met vier slagen voorsprong.
In 1992 had Nick Faldo vijf slagen voorsprong aan het begin van de laatste ronde. Greg Norman eindigde de laatste ronde echter met een score van 63 (-7), waarna een play-off volgde. Deze werd door Faldo met een par op de eerste hole gewonnen.
In 1993 won Larry Mize met een voorsprong van tien slagen. Vergeleken met de andere vier winnaars had hij de minst bekende naam. Hij was een leerling van David Leadbetter, net als Nick Faldo. 
In 1994 maakte Paul Azinger in ronde 3 een score van 62 (-8), een nieuw baanrecord. In de laatste ronde speelde de 25-jarige Ernie Els met Nick Price, op dat moment de nummer 1 van de wereld. Ernie Els won ruimschoots. Hij had in 1994 onder meer al het US Open en het WK Matchplay gewonnen en stond na dit toernooi nummer 6 op de wereldranglijst.
De laatste editie eindigde in een play-off tussen Fred Couples, Loren Roberts en Vijay Singh. Couples won op de tweede hole.

## Winnaars
- 1991:  Fred Couples
- 1992:  Nick Faldo
- 1993:  Larry Mize
- 1994:  Ernie Els
- 1995:  Fred Couples